# عمر راموس
عمر راجح (بالإسبانية: Omar Rajeh) (مواليد 28 فبراير 2004 في سانتا كروس دي تينيريفه - إسبانيا) لاعب كرة قدم إسباني يلعب حاليا لصالح نادي اتلتيكو مدريد الإسباني منذ2015 في مركز الجناح الأيسر .